# Губерський Леонід Васильович
Леоні́д Васи́льович Губе́рський (4 жовтня 1941 , Миргород, Полтавська область ) — ректор Київського національного університету ім. Шевченка у 2008—2021 рр., доктор філософських наук, професор, академік НАН України (2003, член-корреспондент з 1997), академік НАПН України (1995) та АН ВШ України, заслужений працівник народної освіти України (1997), Герой України (2009).

## Життєпис

### Освіта
1958 року з відзнакою закінчив Миргородську ЗОШ № 3, 1961 року — Миргородський керамічний технікум, працював інженером цукрового комбінату у Харківській області; у 1961—1964 роках служив у лавах Радянської армії. 1969 року закінчив філософський факультет Київського державного університету імені Тараса Шевченка, згодом навчався в аспірантурі, захистив кандидатську дисертацію (1975 рік), докторську дисертацію (1992 рік). Володіє іспанською мовою.

### Діяльність
З 1973 року працює у Київському національному університеті імені Тараса Шевченка: асистентом, старшим викладачем, доцентом, професором, завідувачем кафедри, заступником декана філософського факультету. У 1976–1978 роках працював радником Центрального університету Республіки Куба. У 1982—1988 роках — проректор з міжнародних зв'язків КДУ імені Тараса Шевченка, з 1988 — проректор з навчальної роботи, упродовж 1994—4 жовтня 2006 року — проректор й одночасно директор Інституту міжнародних відносин Київського національного університету імені Тараса Шевченка, з 17 жовтня 2006 року — директор Інституту міжнародних відносин Київського національного університету імені Тараса Шевченка.
1995 року Губерського обрано членом-кореспондентом Академії педагогічних наук України, у 1997 — членом-кореспондентом Національної академії наук України, у 2003 — академіком Національної академії наук України. 2010 року обирають академіком Національної академії педагогічних наук України.
Відомий український філософ, фахівець із філософських питань міжнародних відносин, філософії політики та соціальної філософії, один із провідних вчених та організаторів науки й освіти в Україні.
Він автор понад 200 наукових публікацій, у тому числі 50 особистих та колективних монографій, підручників та навчальних посібників, зокрема, «Людина в сфері гуманітарного пізнання», «Духовне оновлення суспільства», «Матеріальне і духовне», «Культура. Ідеологія. Особистість», «Філософія», «Політологія», «Людина і світ», «Філософія політики» (у 6-ти томах), «Українська дипломатична енциклопедія» (у 2-х томах) та інше. Під його керівництвом захищено 6 докторських та 15 кандидатських дисертацій з проблем філософії.
Головний редактор наукових вісників «Міжнародні відносини», «Актуальні проблеми міжнародних відносин», член редакційних колегій журналів «Політика і час», «Пам'ять століть», «Трибуна», наукових збірників «Український часопис міжнародного права», «Проблеми філософії» та інше.
Є членом комітету з Державних премій України в галузі науки і техніки, членом Національної комісії України у справах ЮНЕСКО, членом експертної ради комітету Верховної Ради України у закордонних справах, віцепрезидентом Товариства «Знання» України, заступником академіка-секретаря відділення історії, філософії та права НАН України, головою навчально-методичної комісії Міністерства освіти і науки України зі спеціальності «Міжнародні відносини».

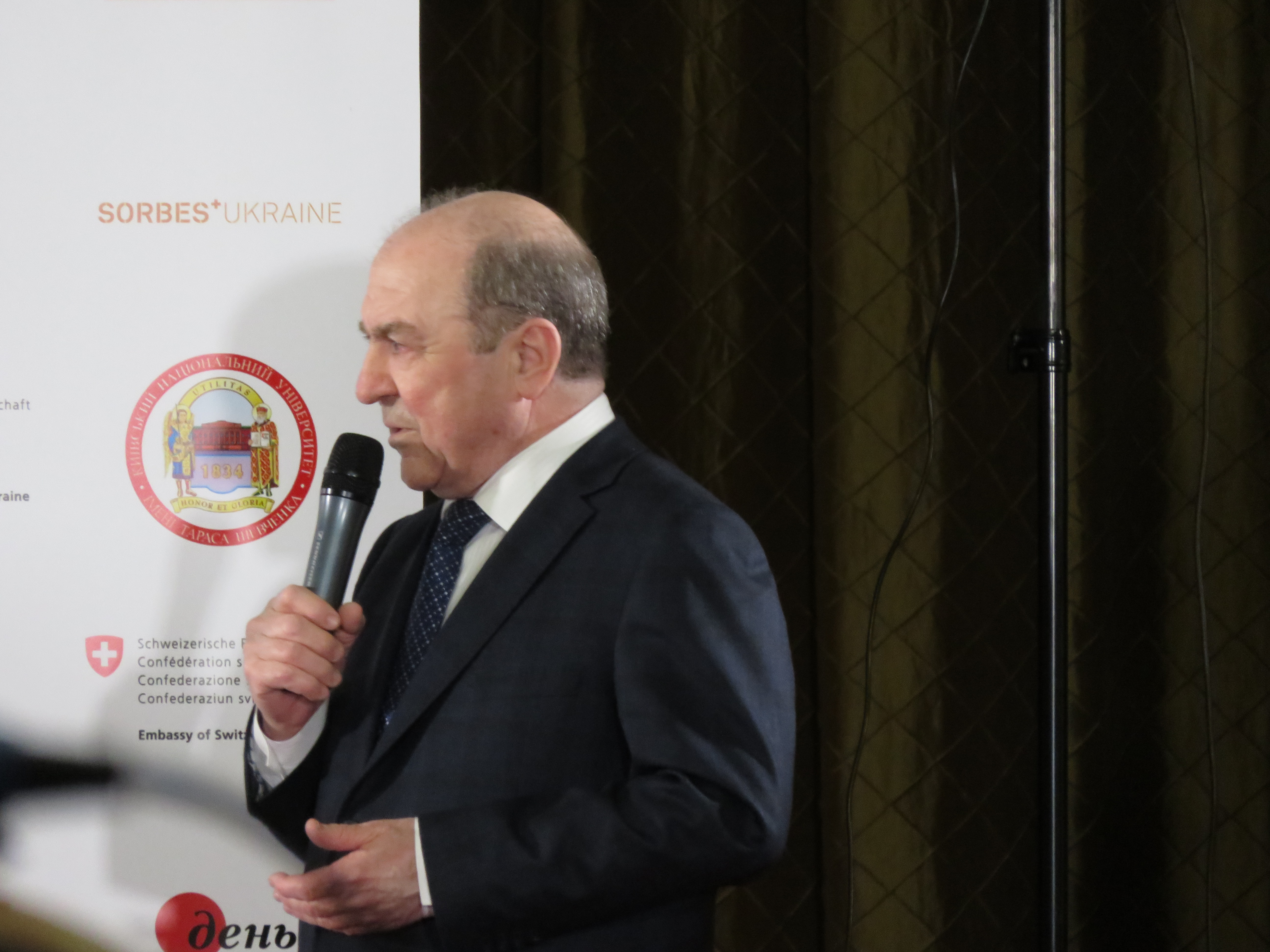
На лекції Світлани Алексієвич у КНУ, 6 квітня 2016 року

У серпні 2011 року був оприлюднений так званий «лист десятьох» — лист української інтелігенції на підтримку політики президента Януковича. Одним з десятьох підписантів був Губерський.
20 жовтня 2015 року КНУ обрав Губерського ректором (2171 голос із 3054 учасників виборів, у виборах взяло участь 80,4 % загальної кількості виборців університету). Подібні вибори пройшли вперше, на них голосували всі наукові, науково-педагогічні та педагогічні штатні працівники університету, а також представники студентства та інші штатні співробітники, обрані шляхом таємного голосування.
Є членом Акредитаційної комісії України.

## Громадська діяльність
Входить до Поважної ради Громадської ініціативи «Орден святого Пантелеймона».

## Критика
Щодо Леоніда Губерського у пресі неодноразово з'являлись критичні матеріали з приводу корупції у КНУ. Зокрема, йдеться про хабарі при складанні іспитів і вступу до магістратури або аспірантури, при переведенні з контрактної на бюджетну форму навчання, непрозорі тендери на користь пов'язаних осіб, схеми з університетським майном.
У вересні 2017 року НАЗК почало повну перевірку е-декларації Губерського за 2016. За результатами перевірки НАЗК встановило недостовірність задекларованих відомостей на загальну суму 46,4 тис. гривень, оскільки початково не було задекларовано земельну ділянку у Київській області.
У 2017 році Губерський переміг у номінації «Токсичний ректор» громадської антипремії «Академічна негідність», з аргументацією «За багаторічну підтримку плагіату і плагіаторів в ІЖ КНУШ».

## Нагороди та звання
- Звання Герой України з врученням ордена Держави (27 жовтня 2009) — за визначний особистий внесок у зміцнення освітньо-наукового потенціалу України, піднесення престижу національної освіти, підготовку висококваліфікованих фахівців, багаторічну плідну наукову і педагогічну діяльність[11]
- Орден Свободи (22 січня 2013) — за значний особистий внесок у соціально-економічний, науково-технічний, культурно-освітній розвиток Української держави, вагомі трудові досягнення, багаторічну сумлінну працю[12]
- Орден князя Ярослава Мудрого IV ступеню (9 вересня 2004) — за заслуги у розвитку національної освіти, підготовку висококваліфікованих фахівців, багаторічну плідну наукову і педагогічну діяльність та з нагоди 170-річчя Київського національного університету імені Тараса Шевченка[13]
- Орден князя Ярослава Мудрого V ст. (14 вересня 1999) — за вагомий особистий внесок у підготовку висококваліфікованих фахівців, багаторічну плідну наукову і педагогічну діяльність[14]
- Заслужений працівник народної освіти України (11 березня 1996) — за значний особистий внесок у розвиток національної освіти, впровадження нових методів навчання і виховання молоді[15]
- Лауреат премії НАН України імені Д. І. Чижевського (2003).
- Державна премія України в галузі освіти 2013 року — у номінації «наукові досягнення в галузі освіти» за цикл наукових праць «Філософія освіти: пошук пріоритетів» (у складі колективу)[16]
- Премія імені Петра Тронька (2017)[17]
- Лауреат державної премії з науки і техніки 2017 р. за роботу «Цивілізаційний вибір України і соціальний прогрес»[18]
- Почесний доктор Благоєвградського університету (Болгарія).
- Відмінник освіти України (1997)
- Має дипломатичний ранг — Надзвичайний і Повноважний Посол України (2001).
- Має державні нагороди Болгарії (1997), Італії (1998), Португалії (1999), Грузії (2004).
- Почесний громадянин Миргорода (2003)[19] та Києва (2012)[20]
- Заслужений професор КНУ імені Т. Г. Шевченка (2010)[21]
- Почесний професор Київського університету імені Б.  Грінченка (2014)[22]
- Почесний доктор Московського державного університету [23].
- Почесний доктор Національної академії наук України (2021)[24].